# NK Umag

NK Umag je nogometni klub iz Umaga.
Trenutačno se natječe u 1. ŽNL istra.